# 후지사와오토미정
후지사와오토미정(일본어: 藤沢大富町)은 일본 가나가와현의 중남부, 가마쿠라군에 속했던 정이다. 

## 역사
- 1889년 4월 1일 - 정촌제 시행에 의해 가마쿠라군 후지사와오토미정이 성립하였다.
- 1907년 10월 1일 - 고자군 후지사와오사카정에 편입합병되어 동네지역으로 승계하였다.

### 도로
- 국도 제2호선

## 참고 문헌
- 角川日本地名大辞典編纂委員会,『角川日本地名大辞典 神奈川県』1984, 角川書店